# Mario Rašić
 (Zagabria, 20 maggio 1989) è un calciatore croato, attaccante del Stubica.

## Carriera
Ha giocato nella massima serie dei campionati croato e bulgaro.

## Palmarès

### Club

#### Competizioni nazionali
- Druga hrvatska nogometna liga: 1

Hrvatski Dragovoljac: 2012-2013